# Władysława Pilecka
Władysława Pilecka (ur. 1948) – polska psycholożka, prof. dr hab. nauk humanistycznych, profesor zwyczajny Instytutu Psychologii Wydziału Filozoficznego Uniwersytetu Jagiellońskiego.

## Życiorys
W 1991 habilitowała się na podstawie oceny dorobku naukowego i pracy zatytułowanej Dynamika rozwoju psychicznego dzieci chorych na astmę i mukowiscydozę. 30 czerwca 2003 nadano jej tytuł profesora w zakresie nauk humanistycznych. Pracowała w Instytucie Edukacji Szkolnej na Wydziale Pedagogicznym i Artystycznym Uniwersytetu Jana Kochanowskiego w Kielcach.
Była kierownikiem Katedry Psychologii na Wydziale Pedagogicznym Akademii Pedagogicznej im. KEN w Krakowie. Pełni funkcję profesora zwyczajnego Instytutu Psychologii Wydziału Filozoficznego Uniwersytetu Jagiellońskiego.

## Publikacje
- 2010: O wzmacnianiu odporności psychicznej u dzieci ze specjalnymi potrzebami edukacyjnymi[2]
- 2011: Teorie stresu dziecięcego[2]